# 皮頦鱵
皮頦鱵 （學名: Dermogenys pusilla），又名銀水針，為輻鰭魚綱鶴鱵目鱵科的其中一種。

## 分布
本魚分布於亞洲印度、孟加拉、緬甸、泰國、馬來西亞、印尼、菲律賓、寮國、柬埔寨、越南的溪流中。

## 特徵
本魚體修長纖細，雄魚下頷外伸，幾乎比上頷長兩倍，體色為金黃色，有藍色斑點。雄魚臀鰭看起來像摺疊著，雌魚體長可達7公分，則雄魚體長可達5.5公分，最大可長達16.1公分。

## 生態
本魚主要棲息於水質較濁溪流、池塘、湖泊或氾濫平原田野，很少在海洋發現。常見於具有漂浮的植物或生根的水生植物表面的區域。屬肉食性，捕食蠕蟲、甲殼動物與昆蟲。

## 經濟利用
可食用，多作為觀賞魚。